# Sohvinsaaret
Sohvinsaaret är en halvö i Finland. Den ligger i sjön Suuri-Onkamo och i kommunen Tohmajärvi i den ekonomiska regionen  Mellersta Karelens ekonomiska region  och landskapet Norra Karelen, i den sydöstra delen av landet, 400 km nordost om huvudstaden Helsingfors. Notera att namnet antyder att det är fråga om flera öar.